# Bahnmotor

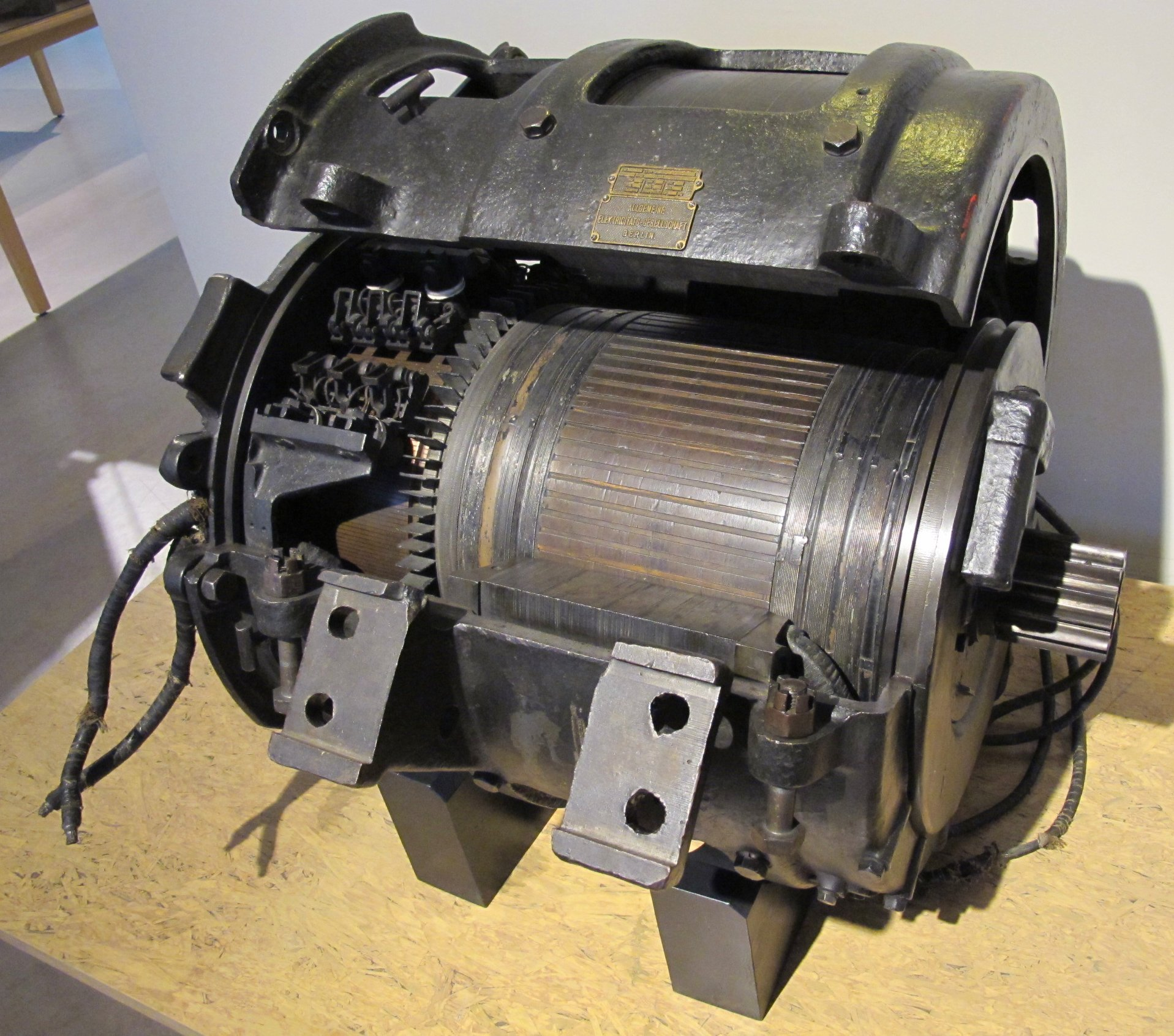
Historischer Bahnmotor aus 1904

Als Bahnmotor oder Eisenbahnmotor bezeichnet man das Antriebsaggregat für schienengeführte Triebfahrzeuge. Je nach Motortyp erfolgt die Energieversorgung des Motors auf unterschiedliche Art bzw. mit unterschiedlicher Energie.

## Geschichte
Die bereits zur Zeit des Römischen Reiches verwendeten Pferdewagen kamen ohne Motor aus, ihr Antrieb erfolgte durch Pferde, die die Wagen durch im Gestein angebrachte Spurrillen zwangsgeführt zogen. Diese Form des Antriebes dominierte bis in das 19. Jahrhundert, als die Zwangsführung bereits durch Schienen erfolgte. Im Jahr 1804 wurde das erste Mal ein Schienenfahrzeug mittels eines dampfgetriebenen Antriebsaggregats, der Watt'schen Hochdruckdampfmaschine angetrieben. Im Laufe des 19. Jahrhunderts wurden das Pferd als Antrieb der Bahnen nach und nach durch die mit dampfgetriebenem Motor ausgestatteten Dampflokomotiven verdrängt. Im Jahr 1879 wurde die erste Lokomotive, die durch einen Elektromotor angetrieben wurde, auf der Berliner Gewerbeausstellung eingesetzt. Nur wenige Jahre später wurde im Jahr 1881 der erste mittels Elektromotor angetriebene Triebwagen in der Berliner Straßenbahn in Betrieb genommen.

## Motortypen
Je nach Antriebsform, Energieversorgung und -erzeugung ist der das Triebfahrzeug antreibende Bahnmotor entweder eine Dampfmaschine, eine Brennkraftmaschine oder ein Elektromotor. Das Drehmoment der Antriebsmaschine wird je nach Motor entweder mittels Einzelachs- oder Gruppenantrieb auf die Triebradsätze des Triebfahrzeugs übertragen.

### Dampfantrieb
Die mittels Dampfmaschine angetriebene Dampflokomotive war während der Industrialisierung das wichtigste Verkehrsmittel. Um den Antriebsmotor in Form der Dampfmaschine mit der erforderlichen Energie (Dampf) zu versorgen, musste mittels eines geeigneten Brennstoffs Wasser in der Regel in einem Dampfkessel erhitzt werden und der dabei entstehende Dampf an die Dampfmaschine weitergeleitet werden. Im Laufe der Jahre wurden hier die unterschiedlichsten Dampfmaschinentypen entwickelt und als Antriebsaggregat eingesetzt. Bevorzugt als Antriebsaggregat wurden Kolbendampfmaschinen, es gab aber auch Triebfahrzeuge, bei denen als Antriebsmotor eine Dampfturbine zur Bereitstellung des Antriebsdrehmoments genutzt wurde. Es gab auch Kombinationen von Dampfturbinen, die mit einem Generator gekuppelt waren, welcher wiederum einen Elektromotor als Fahrmotor mit Strom versorgte.

### Brennkraftantrieb
Diese Antriebsaggregate sind in der Regel Dieselmotoren, in denen die chemische Energie des Kraftstoffes in Wärmeenergie und diese wiederum in mechanische Arbeit umgewandelt wird.
Hier kommen drei verschiedene Formen der Leistungsübertragung zum Einsatz, dieselmechanische Antriebe, dieselelektrische Antriebe und dieselhydraulische Antriebe. Beim dieselmechanischen Antrieb wird die Kraft eines Dieselmotors direkt, meist über ein Getriebe, als Traktionselement für das Triebfahrzeug genutzt. Diese Form der Leistungsübertragung hat im Schnellfahrbereich sehr hohe Wirkungsgrade von bis zu 97 Prozent. Dieselelektrische Antriebe sind eine Kombination aus Brennkraftantrieb und Elektroantrieb. Ein Dieselmotor treibt einen an ihn angeflanschten Generator an, der wiederum den Bahnmotor mit elektrischem Strom versorgt. Als Motor kommt heute in der Regel ein Drehstromasynchronmotor zum Einsatz, der mittels Pulswechselrichter in der Drehzahl geregelt wird. Die Motorsteuerung des Dieselmotors ist so eingestellt, dass sie gut auf Wechsellasten reagieren kann. Sie hat von allen Dieselantrieben den schlechtesten Wirkungsgrad. Beim dieselhydraulischen Antrieb wird die Antriebsenergie des Motors entweder hydrodynamisch mittels eines Strömungsgetriebes oder mittels eines hydrostatischen Antriebs auf die Treibradsätze des Triebfahrzeugs übertragen. Diese Antriebe haben hohe Wandlerverluste und dadurch bedingt einen Wirkungsgrad von maximal 85 Prozent.

### Elektroantrieb
Für den Elektroantrieb kommen, je nach Motortyp, Gleichstrom, Einphasen-Wechselstrom, Mischstrom und Drehstrom als Antriebsenergie zum Einsatz. Entsprechend der Stromart kommen unterschiedliche Motoren zum Einsatz.

#### Gleichstrommotoren
Als Bahnmotoren eignen sich hier besonders Reihenschlussmotoren. Diese Motoren haben ein hohes Anzugsmoment, einen besseren Wirkungsgrad als einphasige Induktionsmotoren und sind gut in der Drehzahl regelbar. Die Regelung der Drehzahl erfolgte häufig über einfache Vorwiderstände und Feldschwächung. Nachteilig sind beim Einsatz von Gleichstrommotoren die hohen Verluste in den Hin- und Rückleitungen und in den Vorwiderständen. Dies versucht man durch verschiedene Methoden zu umgehen. Eine Möglichkeit ist es, den Motor über einen mitgeführten Akkumulator mit Gleichstrom zu versorgen, was jedoch die Reichweite des Triebfahrzeuges stark einschränkt und die Masse des Triebfahrzeugs stark erhöht. Eine weitere Methode ist es, den Gleichstrommotor über einen am Bord des Triebfahrzeugs mitgeführten Umformersatz mit Gleichstrom zu versorgen. Die Nutzung von Gleichstrommotoren als Bahnmotor hat sich im Laufe der Jahre weitestgehend auf den Innerstädtischen Bahnverkehr und einzelne Länder mit einem Gleichspannungsnetz beschränkt. Heute werden Gleichstrommotoren in Neufahrzeugen auch nicht mehr bei Gleichspannungsnetzen eingesetzt, stattdessen werden auch dort Drehstrommotoren mit vorgeschalteten Umrichter eingesetzt.

#### Einphasenbahnmotoren

Einphasenbahnmotor im Schnitt

Als Einphasenbahnmotoren wurden im Laufe der Jahre drei verschiedene Motorentypen verwendet, der Repulsionsmotor, der Winter-Eichberg-Motor und der Einphasen-Reihenschlussmotor, auch Serienmotor genannt. Insbesondere in den Anfangsjahren des elektrischen Bahnbetriebs war der Repulsionsmotor der einzige Einphasen-Wechselstrommotor, der als Hochleistungsantrieb für Triebfahrzeuge geeignet war. Später konnte der Winter-Eichberg-Motor aufgrund seines ruhigen Laufverhaltens lange Zeit dominieren. Im 20. Jahrhundert wurden die Einphasen-Reihenschlussmotoren technisch verbessert und dadurch der dominierende Bahnmotor in Einphasen-Wechselstrom-Systemen.
Einphasen-Reihenschlussmotoren werden mit Wendepol- und Kompensationswicklung eingesetzt. Diese Motoren haben Leistungen bis zu 1000 Kilowatt und lassen im Gegensatz zum Repulsionsmotor den Betrieb mit Gleichstrom, Wechselstrom und Mischstrom zu. Da sie direkt mit einer Sinuswechselspannung gespeist werden können, werden sie auch als Direktmotor bezeichnet. Diese Elektromotoren haben ein Reihenschlussverhalten. Die Ansteuerung, d. h. die Spannungssteuerung zur Drehzahlstellung, erfolgt in Abhängigkeit vom jeweiligen Bahnstromsystem. Problematisch ist der Betrieb dieser großen Motoren an Stromnetzen mit der üblichen Netzfrequenz von 50 Hertz. Insbesondere die Kommutierung gestaltet sich bei diesen großen Motoren schwierig. Durch den Betrieb an Bahnstrom mit einer Frequenz von 16,7 Hertz, können bei diesem Bahnmotortyp neben der besseren Beherrschung der Kommutierung auch der Leistungsfaktor verbessert werden und die Ummagnetisierungsverluste vermindert werden. Allerdings ist hierfür in der Regel ein eigenes Bahnstromnetz erforderlich, was wiederum dazu führt, dass diese Motoren nur in den Ländern verwendet werden, die ein eigenes Bahnstromnetz haben und nicht aus dem öffentlichen Netz gespeist werden.

#### Mischstrommotoren
Unter Mischstrom wird ein mit Wechselstromanteilen überlagerter Gleichstrom bezeichnet. Dieser entsteht durch Gleichrichtung von Einphasenwechselstrom. Motoren die speziell für den Betrieb mit Mischstrom konzipiert sind, werden Mischstrommotoren oder Wellenstrommotoren genannt. Diese sind prinzipiell ähnlich zu einem Gleichstrommotor aufgebaut, können jedoch aufgrund konstruktiver Maßnahmen, wie beispielsweise ein massives Ständerjoch, die Parallelschaltung eines Widerstandes zum Hauptfeld, ein geblechter Wendepoleisenkreis und Spreizkohlen mit einer bestimmten Restwelligkeit betrieben werden.

#### Drehstrommotoren
Von den Drehstrommotoren nutzte man in den Anfangsjahren Schleifringläufermotoren als Bahnmotoren, die über Anfahrwiderstände beim Anfahren hochgeregelt wurden. Aber auch Drehstromkollektormotoren kamen wegen ihrer verlustlosen Regelbarkeit als Bahnmotor zum Einsatz. Ab dem Jahr 1952 wurden Triebfahrzeuge mit Phasen- und Frequenzumformern verwendet, hierbei dienten einfache Drehstrom-Kurzschlussläufermotoren als Antriebsmaschine. Mit dem Aufkommen der verbesserten Leistungselektronik wurden als Bahnmotor verstärkt Drehstrommotoren in Kombination mit Frequenzumrichtern verwendet, die nach und nach die Einphasen-Reihenschlussmotoren verdrängten.